# Clidemia pycnaster
Clidemia pycnaster är en tvåhjärtbladig växtart som beskrevs av Thomas Gaskell Tutin. Clidemia pycnaster ingår i släktet Clidemia och familjen Melastomataceae. Utöver nominatformen finns också underarten C. p. robusta.